# Soubrebost

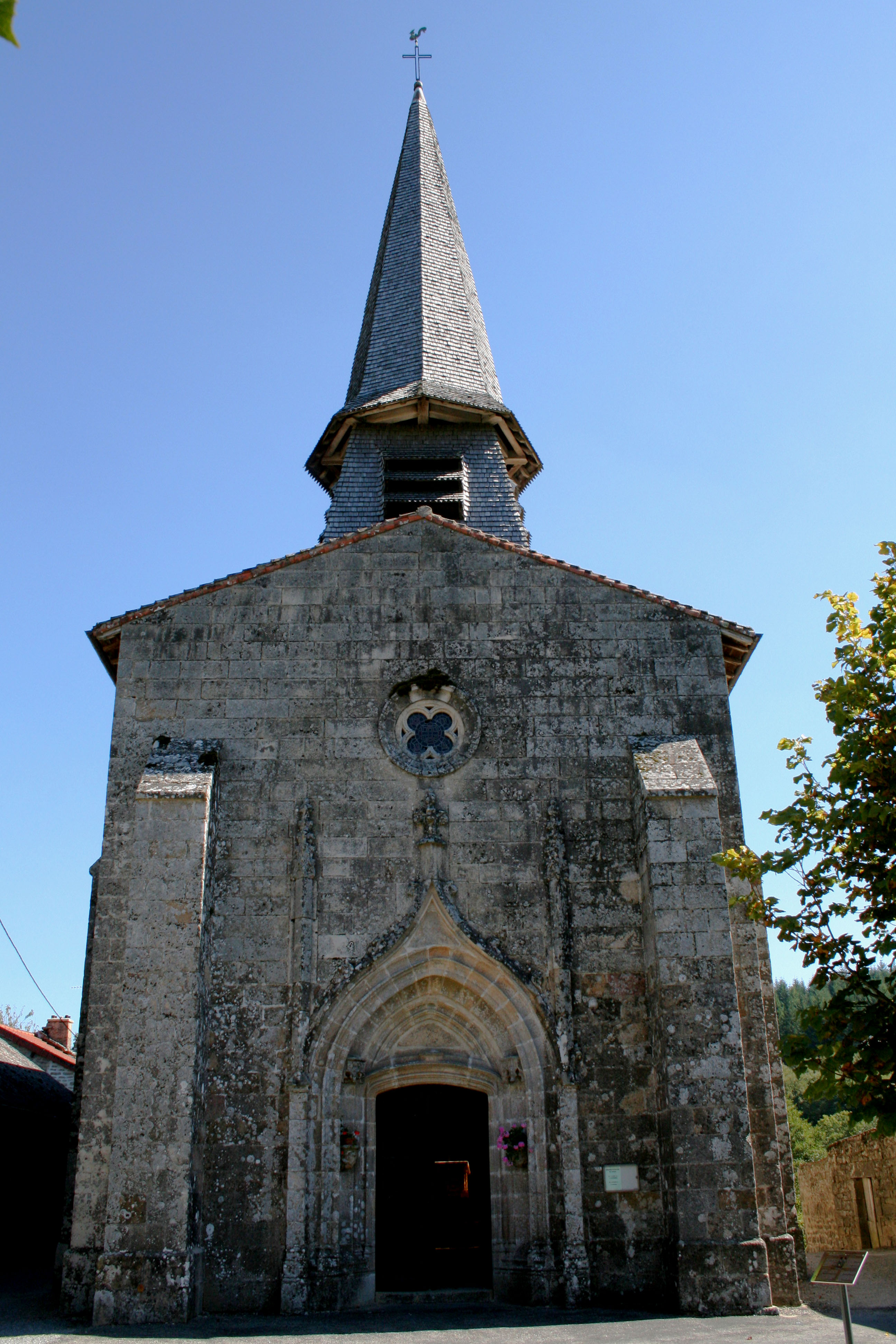
Zabytkowy Kościół Wniebowzięcia Najświętszej Maryi Panny (2010)

Soubrebost – miejscowość i gmina we Francji, w regionie Nowa Akwitania, w departamencie Creuse.
Według danych na rok 1990 gminę zamieszkiwało 135 osób, a gęstość zaludnienia wynosiła 7 osób/km² (wśród 747 gmin Limousin Soubrebost plasuje się na 484. miejscu pod względem liczby ludności, natomiast pod względem powierzchni na miejscu 356.).

## Populacja

Populacja Soubrebost w latach 1962–2008